# Adaphaenura
Adaphaenura är ett släkte av fjärilar. Adaphaenura ingår i familjen nattflyn, överfamiljen Noctuoidea, ordningen fjärilar, klassen egentliga insekter, fylumet leddjur och riket djur.
Kladogram enligt Catalogue of Life:
| xAdaphaenura | \| \| Adaphaenura minuscula \| \| \| \| \| \| Adaphaenura ratovosoni \| \| \| \| |
|              | \| \| Adaphaenura minuscula \| \| \| \| \| \| Adaphaenura ratovosoni \| \| \| \| |
|              | Adaphaenura minuscula                                                            |
|              |                                                                                  |
|              | Adaphaenura ratovosoni                                                           |
|              |                                                                                  |